# Cantonul Saint-Dié-des-Vosges-Est
Cantonul Saint-Dié-des-Vosges-Est este un canton din arondismentul Saint-Dié-des-Vosges, departamentul Vosges, regiunea Lorena, Franța.

## Comune
- Ban-de-Laveline: 1 216 locuitori
- Bertrimoutier: 336 locuitori
- Coinches: 331 locuitori
- Combrimont: 174 locuitori
- Frapelle: 210 locuitori
- Gemaingoutte: 122 locuitori
- Lesseux: 110 locuitori
- Nayemont-les-Fosses: 825 locuitori
- Neuvillers-sur-Fave: 254 locuitori
- Pair-et-Grandrupt: 439 locuitori
- Raves: 336 locuitori
- Remomeix: 444 locuitori
- Saint-Dié-des-Vosges (parțial, reședință): 9 804 locuitori
- Sainte-Marguerite: 2 259 locuitori
- Saulcy-sur-Meurthe: 2 103 locuitori
- Wisembach: 428 locuitori